# Romantic Classics
Romantic Classics est un album de Julio Iglesias sorti le 19 septembre 2006 produit par Albert Hammond et Robert Buchanan, enregistré à Los Angeles (USA) et Punta Cana (République dominicaine), 
Il comprend 11 reprises de chansons pop des années 60 à 80.
Foreigner y est repris 2 fois (Waiting for a girl like you et I want to know what love is, deux morceaux plus loin).

## Titres et interprètes originaux
1. Everybody's Talkin'                    (Harry Nilsson)
2. How Can You Mend a Broken Heart?      (Bee Gees)
3. Careless Whisper                      (George Michael)
4. Always on My Mind                     (Elvis Presley)
5. Waiting for a Girl Like You           (Foreigner)
6. Drive                                 (The Cars)
7. I Want to Know What Love Is           (Foreigner)
8. Right Here Waiting                    (Richard Marx)
9. This Guy's in Love With You           (Herb Alpert)
10. The Most Beautiful Girl in The World  (Charlie Rich)
11. It's Impossible                     (Armando Manzanero)